# Velika nagrada Maroka
Velika nagrada Maroka je bila dirka za svetovno prvenstvo Formule 1 v sezoni 1958, sama dirka pa je bila prvič prirejena že leta 1925.

## Zmagovalci
Rožnato ozadje označuje dirke, ki niso štele za prvenstvo Formule 1.
| Leto | Dirkač               | Konstruktor        | Dirkališče       | Poročilo |
| ---- | -------------------- | ------------------ | ---------------- | -------- |
| 1958 | Stirling Moss        | Vanwall F1         | Ain-Diab Circuit | Poročilo |
| 1957 | Jean Behra           | Maserati F1        | Ain-Diab Circuit | Poročilo |
| 1956 | Maurice Trintignant  | Ferrari Sports car | Agadir           | Poročilo |
| 1955 | Mike Sparken         | Ferrari Sports car | Agadir           | Poročilo |
| 1954 | Giuseppe Farina      | Ferrari Sports car | Agadir           | Poročilo |
| 1934 | Louis Chiron         | Alfa Romeo         | Anfa             | Poročilo |
| 1932 | Marcel Lehoux        | Bugatti            | Anfa             | Poročilo |
| 1931 | Stanislas Czaykowski | Bugatti            | Anfa             | Poročilo |
| 1930 | Charles Bénitah      | Amilcar            | Anfa             | Poročilo |
| 1928 | E. Meyer             | Bugatti            | Casablanca       | Poročilo |
| 1927 | G. Roll              | Georges Irat       | Casablanca       | Poročilo |
| 1926 | R. Meyerl            | Bugatti            | Casablanca       | Poročilo |
| 1925 | Comte de Vaugelas    | Delage             | Casablanca       | Poročilo |